# Harem (film 1985)
Harem – francuski film dramatyczny z 1985 roku.

## Obsada
- Nastassja Kinski: Diane
- Ben Kingsley: Selim
- Dennis Goldson: Massoud
- Michel Robin: Raoul
- Zohra Sehgal: Affaf
- Juliette Simpson: Zelide
- Rosanne Katon: Judy
- Norman Chancer: amerykański inżynier
- Maurice Lamy: Mehmet
- Art Malik: Tariq